# James O'Connor (académico)
James O'Connor (1930-2017) fue un reconocido economista y sociólogo marxista de larga trayectoria y notable influencia en la izquierda radical post-68 con obras como La crisis fiscal del Estado (publicada originalmente en inglés en 1973 y luego en castellano en 1981 por Península), Crisis de acumulación (Península, 1987) o El significado de la crisis (Ed. Revolución, 1989). Su evolución posterior hacia un marxismo ecológico se reflejaría en trabajos, artículos y publicaciones, entre ellas su obra, traducida al español, Causas naturales. Ensayos de marxismo ecológico (siglo XXI, México, 2001). Fue cofundador y editor de la revista Capitalism, Socialism: A Journal of Socialist Ecology y director del Centro de Política Ecológica en Santa Cruz, California. Fue profesor de Sociología y Economía en la Universidad de California, Santa Cruz de la que es profesor emérito. 